# ابيتشي
ابيتشي؛ هي بلدية في مقاطعة بينيفينتو في منطقة كامبانيا الإيطالية، وتقع حوالي 70 كم شمال شرق نابولي وحوالي 13 على بعد كم شرق بينيفينتو.
تقع ابيتشي على حدود البلديات التالية: اريانو ابرينو وبونيتو وبونالبيرقو وكالفي وميليتو ابرينو وميرابيلا ايكلانو ومونتيكالفو ابرينو و بادولي و سان سيرجيو ديل سانيو وسانت اركانقيلو وفينتيكانو.

## روابط خارجية
- الموقع الرسمي